# Criança de rua

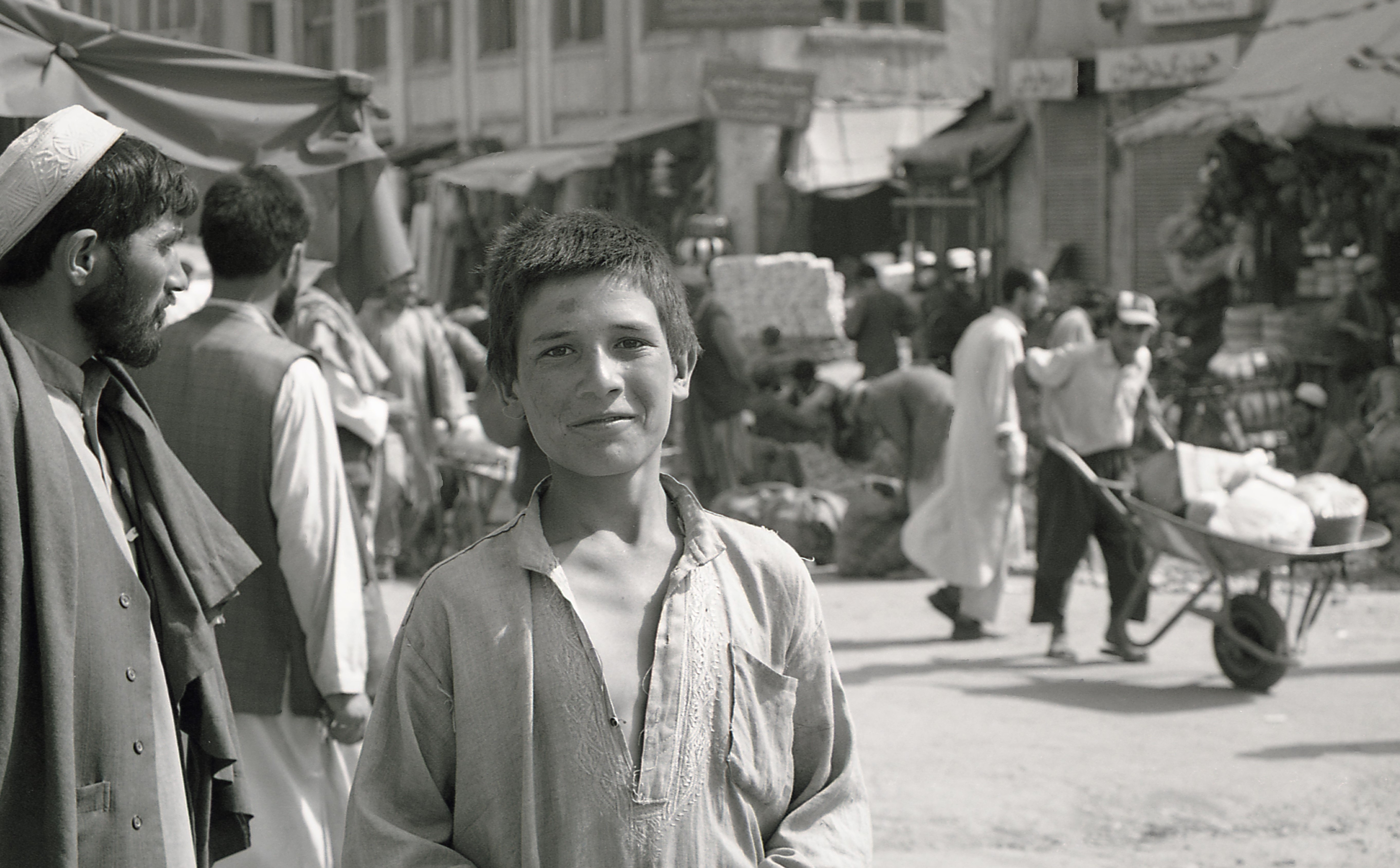
Menino de rua afegão no centro de Cabul, Afeganistão.

Criança de rua é uma expressão que denomina um problema social que leva crianças e adolescentes a viver na rua em situação de extrema vulnerabilidade. Tais jovens podem ser "sem-teto" ou ter um domicílio precário, sem a devida supervisão de adultos e cuidados dos Estado. A definição de crianças de rua é contestada, mas muitos profissionais e decisores políticos utilizam conceito da UNICEF, que determina que pessoas com idade inferior a 18 anos, para quem "a rua" (incluindo habitações desocupadas) tornou-se casa e/ou sua fonte de sustento e que estão inadequadamente protegidas ou supervisionadas.
Algumas crianças de rua, nomeadamente em países mais desenvolvidos, são parte de uma subcategoria de crianças que foram expulsas de casa. Estas crianças são mais susceptíveis de vir de lares monoparentais. Os jovens de rua estão frequentemente sujeitos a abuso, negligência, exploração ou, em casos extremos, morte por "esquadrões de limpeza" que foram contratados por empresas locais ou polícia.
No Brasil, Secretaria de Direitos Humanos da Presidência da República realizou uma pesquisa em 75 cidades do país e constatou que cerca de 24 mil meninos e meninas vivem em situação de rua, sendo que os principais motivos para viverem nessa situação: discussão com pais e irmãos (32,3%); violência doméstica (30,6%) e uso de álcool e drogas (30,4%).